# Gabi Čačinovič Vogrinčič
Gabi Čačinovič Vogrinčič, slovenska psihologinja, * 7. maj 1941 Murska Sobota.
Diplomirala je 1966 in doktorirala 1987 na Filozofski fakulteti v Ljubljani. Od 1966 je bila zaposlena na Fakulteti za socialno delo v Ljubljani. Strokovno se je izpopolnjevala na pariški Sorboni in na Keplerjevem inštitutu na Nizozemskem. Preučuje problematiko družine, družinske terapije in psihosocialne pomoči družinam. Je avtorica ali soavtorica več monografij, učbenikov ter strokovnih člankov in razprav. V slovenskem knjižničnem informacijskem sistemu COBISS obsega njena bibliografija 624 zapisov.   
Njen oče je bil Rudi Čačinovič.   

## Izbrana bibliografija
- Psihodinamski procesi v družinski skupini : prispevek k razvidnosti družinske skupine (COBISS)
- Zapisovati socialno delo (COBISS)
- Psihologija družine : prispevek k razvidnosti družinske skupine (COBISS)
- Rejniška družina - drugačna in pomembna  (COBISS)
- Kam plovemo? : premisleki o izhodu iz krize  (COBISS)